# 1906
1906 (MCMVI) a fost un an obișnuit al calendarului gregorian, care a început într-o zi de luni.

## Evenimente

7 septembrie: Lupoaica dăruită Bucureștiului de Primăria orașului Roma.

### Ianuarie
- 16 ianuarie-7 aprilie: Are loc conferința de la Algeciras, Spania, care a rezolvat una dintre crizele marocane.

### Februarie
- 11 februarie: Papa Pius al X-lea publică bula papală Vehementer nos.
- 22 februarie: Se înființează Institutul Geologic al României.

### Martie
- 18 martie: Traian Vuia a realizat primul zbor autopropulsat (fără catapulte sau alte mijloace exterioare) cu un aparat mai greu decât aerul.

### Aprilie
- 7 aprilie: Vulcanul Vezuviu erupe și devastează orașul Napoli.
- 18 aprilie: Cutremurul din San Francisco pe falia San Andreas distruge mare parte din oraș, omorând cel puțin 3.000 de oameni. Magnitudinea estimată este de 7,8 pe scara Richter.

### Iunie
- 6 iunie-23 noiembrie: La Arenele Romane din Parcul Carol, din București, se deschide Expoziția generală română.

### Septembrie
- 7 septembrie: Primăria din Roma dăruiește Bucureștiului Lupoaica romană care este expusă la Palatul Artelor.

### Octombrie
- 3 octombrie: Mesajul SOS ("Save Our Souls", "Save Our Ship") a fost adoptat ca semnal internațional de forță majoră.

### Nedatate
- martie: Apare la Iași revista Viața Românească (1906 - august 1916 și septembrie 1920 - septembrie 1940). Din 1930 redacția se mută la București.
- Începutul reformei agrare în Rusia.
- Marie Curie devine prima femeie profesor la Sorbona.
- Pe Dealul Mitropoliei din București începe construirea noului sediu al Adunării Deputaților.
- Take Ionescu, ministrul finanțelor, înființează Loteria Statului român.
- Walther Nernst formulează al treilea principiu al termodinamicii.
- Xerox Corp. Companie americană ce a realizat prima mașină de copiat xerografică (1960). Inițial compania s-a numit Haloid Co, iar din 1961 Xerox Co. Sediul se află în Stamford, Fairfield, Connecticut, Statele Unite ale Americii.

## Nașteri

### Ianuarie
- 10 ianuarie: Grigore Moisil, matematician român (d. 1973)
- 20 ianuarie: Aristotel Onassis (Aristotel Socrate Onassis), armator și om de afaceri grec (d. 1975)

### Februarie
- 4 februarie: Dietrich Bonhoeffer, pastor lutheran, opozant al regimului național-socialist (d. 1945)
- 16 februarie: Tiberiu Popoviciu, matematician român (d. 1975)
- 28 februarie: Bugsy Siegel (n. Benjamin Hymen Siegelbaum), gangster american (d. 1947)

### Aprilie
- 13 aprilie: Samuel Beckett, scriitor irlandez, laureat al Premiului Nobel (d. 1989)
- 27 aprilie: Mark Alexander Abrams, sociolog britanic (d. 1994)

### Mai
- 3 mai: Mary Astor, actriță americană de film (d. 1987)

### Iunie
- 3 iunie: Josephine Baker (n. Freda Josephine McDonald), dansatoare și cântăreață franceză de etnie americană (d. 1975)

### Iulie
- 3 iulie: Horia Sima, politician român, lider al Mișcării Legionare în timpul celui de-Al Doilea Război Mondial (d. 1993)

### August
- 4 august: Marie-José a Belgiei, soția regelui Umberto al II-lea al Italiei (d. 2001)

### Octombrie
- 10 octombrie: Rasipuram Krishnaswamy Narayan, nuvelist indian (d. 2001)
- 14 octombrie: Hannah Arendt, politolog american de etnie germană (d. 1975)

### Noiembrie
- 14 noiembrie: Louise Brooks, actriță de film și dansatoare americană (d. 1985)
- 17 noiembrie: Soichiro Honda, om de afaceri japonez (d, 1991)
- 18 noiembrie: Corneliu Baba, pictor român (d. 1997)
- 18 noiembrie: Klaus Mann, scriitor german (d. 1949)

### Decembrie
- 9 decembrie: Grace Murray Hopper (n. Grace Brewster Murray), informaticiană și contraamiral în marina militară a SUA (d. 1992)
- 19 decembrie: Leonid Ilici Brejnev, lider rus (1964-1982), (d. 1982)

## Decese
- 2 aprilie: György Ádám, 23 ani, scriitor și filosof român de etnie maghiară (n. 1882)
- 19 aprilie: Pierre Curie, 46 ani, fizician francez, laureat al Premiului Nobel (1903), (n. 1859)
- 23 mai: Henrik Johan Ibsen, 78 ani, dramaturg norvegian (n. 1828)
- 30 mai: Florian Porcius, 89 ani, botanist român (n. 1816)
- 22 octombrie: Paul Cézanne, 67 ani, pictor francez (n. 1839)
- 17 decembrie: Ignác Acsády (n. Ignác Adler), 61 ani, scriitor, publicist și istoric maghiar de etnie evreiască (n. 1845)

## Premii Nobel
- Fizică: J.J. Thomson (Regatul Unit)
- Chimie: Henri Moissan (Franța)
- Medicină: Camillo Golgi (Italia), Santiago Ramón y Cajal (Spania)
- Literatură: Giosuè Carducci (Italia)
- Pace: Theodore Roosevelt (SUA)